# Шабанов, Дмитрий Фёдорович
Дми́трий Фёдорович Шаба́нов (1837 — 10 [22] марта 1882) — подполковник русской армии; участник Крымской, Кавказской и Русско-турецкой (1877—1878) войн; военный историк.

## Биография

### Происхождение
Дмитрий Шабанов родился в 1837 году. Происходил из дворян Витебской губернии. Православного вероисповедания. Воспитание получил в частном учебном заведении.

### Военная служба
10 ноября 1854 года вступил на военную службу унтер-офицером в Эриванский карабинерный Е. И. В. Наследника Цесаревича полк (в дальнейшем ― 13-й Эриванский гренадерский полк). В составе того полка принял участие в Крымской войне 1853—1856 годов на кавказском театре военных действий под началом главнокомандующего Отдельного Кавказского корпуса генерал-адъютанта Н. Н. Муравьёва.
После Крымской войны Шабанов принимал участие в боевых действиях против горцев. С 16 июля по 26 октября 1857 года в составе Лезгинского отряда под началом генерал-лейтенанта барона И. А. Вревского участвовал в экспедиции против дидойцев, уничтожении их укреплений и аулов. В следующем 1858 году с 22 июня по 1 сентября принимал участие экспедиции против лезгинского общества Анцух, куда до того времени ещё не проникали русские войска. Та экспедиция сопровождалась многочисленными боями с горцами, штурмами труднодоступных укреплений и аулов, в числе которых Анцух, Китури и др. (во время штурма последнего погиб начальник Лезгинского отряда генерал Вревский). «За отличную храбрость, оказанную в разновременных делах с горцами во время экспедиции Лезгинского отряда в 1858 году» Шабанов был награждён знаком отличия военного ордена Св. Георгия 4-й степени. В следующем 1859 году с 5 июля по 1 сентября также участвовал в экспедиции против горцев под началом генерал-майора князя Л. И. Меликова. После покорения Восточного Кавказа, в результате пленения 25 августа того же года имама Шамиля, Шабанов в составе 1-го сводного стрелкового батальона лейб-гренадерского Эриванского полка был переведён в Закубанский край, где вошёл в состав Адагумского отряда под началом генерал-майора П. Д. Бабыча, действовавшего против шапсугов на Черноморском побережье.
2 октября 1861 года «за отличие в делах против горцев» Шабанов был произведён в офицерский чин прапорщика. С 1 января по 8 декабря 1863 года в составе Адагумского отряда принимал участие в экспедиции, целью которой являлись прокладывание дорог «во внутрь неприятельской страны» и покорение горцев. В результате той экспедиции Адагумский отряд занял долины рек Пшады, Джубгы, Шапсухо, Нечепсухо и Ту, после чего шапсуги переселились частью в Турцию, а частью в пределы России на Кубань (на покорённых землях были построены станицы). 2 октября 1864 года «за отличие в делах против горцев» Шабанов был произведён в подпоручики.
12 ноября 1865 года Шабанову был присвоен чин поручика, а 31 июля 1866 ― назначен заведующим школой военных воспитанников, которая была учреждена при Эриванском полку. 24 августа 1870 года произведён в штабс-капитаны. 22 апреля 1871 года Шабанов сдал школу и был назначен командиром 4-й роты 2-го батальона 13-го лейб-гренадерского Эриванского Е. В. полка.
8 апреля 1877 года перед началом (12 апреля) Русско-турецкой войны Шабанов был назначен и. д. старшего адъютанта штаба, а 16 июля прикомандирован к штабу корпуса на турецкой границе на должность помощника старшего адъютанта. Принимал участие в походе русских войск на Кавказском театре военных действий в составе главных сил Действующего корпуса под началом генерал-адъютанта М. Т. Лорис-Меликова. «За боевые подвиги, оказанные 13 июня» во время Зивинского сражения Шабанов был награждён орденом Св. Анны 3-й степени с мечами и бантом, а «за отличия в делах против турок 20, 21 и 22 сентября» в битве на Аладжийских высотах ― орденом Св. Станислава 2-й степени с мечами. Также участвовал в осаде Карса, за отличие при штурме 6 ноября которого Шабанов 13 декабря 1878 года был произведён в майоры (со старшинством от 6 ноября 1877 г.).
По окончании войны Шабанов 16 марта 1878 года был назначен помощником старшего адъютанта инспекторского отделения, а 12 ноября вернулся в свой полк. 6 декабря 1881 года был произведён в подполковники с переводом в 16-й Мингрельский гренадерский полк.
10 марта 1882 года Шабанов скончался.

### Полковая история
В 1871 году Шабанов составил «Историю 13-го лейб-гренадерского Эриванского Е. В. полка» в 3-х частях. В 1875 году за поднесение составленной им к 25-летнему юбилею шефа полка Александру II «Краткой исторической записки о службе 13-го лейб-гренадерского Эриванского Е. И. В. полка» был пожалован перстнем с бриллиантами. Также Шабанов уже в 1881 году издал «Описание боевой жизни в минувшую войну 1877—1878 годов 13-го лейб-гренадерского Эриванского полка».

## Семья
Жена: Любовь — дочь надворного советника Василия Антоновича Фёдорова.
Дети:
- Надежда (11 ноября 1872 — ?)
- София (15 декабря 1873 — ?)
- Елисавета (1 сентября 1878 — ?)
- Фёдор (12 сентября 1879 — ?)
- Лидия (12 февраля 1882 — ?)

| ордена - знак отличия военного ордена Святого Георгия 4-й степени (09.11.1859) - орден Святой Анны 3-й степени с мечами и бантом (22.08.1877) - орден Святого Станислава 2-й степени с мечами (16.11.1877) медали - бронзовая медаль «В память войны 1853—1856» - серебряная медаль «За покорение Чечни и Дагестана 1857—1859» - медаль «За покорение Западного Кавказа 1859—1864» - крест «За службу на Кавказе» (1864) - светло-бронзовая медаль «В память русско-турецкой войны 1877—1878» прочее - подарок по чину (1871) - перстень с бриллиантами (1875) | - унтер-офицер (10.11.1854) - прапорщик (06.01.1861) — награждён. - подпоручик (02.10.1864) — награждён. - поручик (12.11.1865) - штабс-капитан (24.08.1870) - капитан (29.09.1875) - майор (13.12.1828) — награждён. - подполковник (06.12.1881) |